# Vénus quitte Énée et Acate devant Carthage
 (septembre 2010).
Si vous disposez d'ouvrages ou d'articles de référence ou si vous connaissez des sites web de qualité traitant du thème abordé ici, merci de compléter l'article en donnant les références utiles à sa vérifiabilité et en les liant à la section « Notes et références ».
Vénus quitte Énée et Acate devant Carthage est une fresque réalisée en 1757 par Giambattista Tiepolo à la Villa Valmarana "Ai Nani" (it), à Vicence, en Vénétie. Elle est haute de 2,3 m et large de 1,8 m. 

## Description
Énée, accompagné d'Acate, salue de la main sa mère Vénus, qui est en train de remontre au ciel sur un nuage. Sous ce nuage, les bateaux d’Énée sont à l'ancre ; aux pieds du héros, se trouve un drapeau blanc renversé.

## Analyse

### Partition de l'œuvre
1. Divisée verticalement en deux, la fresque présente à gauche Énée et Acate, à droite Vénus (en haut) ainsi que la flotte (en bas).
2. Une division en quatre parties montre, en haut à gauche, une partie du ciel rose et bleu, suivie en bas à gauche par le groupe composé d'Énée et son compagnon. En haut à droite, Vénus sied sur le nuage gris. Enfin, en bas à droite, la flotte d’Enée sous un ciel d'une autre couleur, jaune orangé, comme si des heures s’étaient écoulées en regardant du haut au bas de l’image.
3. La ligne de force déterminante du dessin est la diagonale partant du bas gauche au haut droit de l’image, diagonale qui unit les trois personnages du tableau : Vénus, Énée et son compagnon. Le point de fuite est constitué par la manche blanche, le bras et la cape d’Énée.

### Plans successifs
Au premier plan : les trois personnages et le coin sombre du ciel en haut qui donne un effet de profondeur. Le second plan est occupé par la partie bleue et rose clair du ciel, la mer et l’escadre d’Enée. À l'arrière plan se trouve la partie du ciel jaune orangé. 

### Couleurs utilisées
Les couleurs présentent sont : le bleu, le rose, l'orange et le jaune pour le ciel, le marron et le doré pour Vénus, le marron pour l’homme, le rouge et le doré pour Énée, le gris pour le nuage, doré pour la plage et la flotte, le bleu pour la mer, blanc pour les écumes et l’horizon.
Les couleurs de la ligne de force en diagonale se détachent en foncé sur l'ensemble clair de la fresque.